# 疏勒都督府
疏勒都督府，唐朝羁縻都督府。
貞觀二十二年（648年）置，治所在疏勒镇（今新疆维吾尔自治区喀什市）。属安西都护府。开元七年（719年）后为唐安西四镇之一。贞元六年（790年）后废。 